# Yandé Codou Sène
Yandé Codou Sène (Somb, 1932 - Gandiaye, 15 de julio de 2010) era una cantante senegalesa mbalax serer, griot oficial del presidente Léopold Sédar Senghor.

## Trayectoria
Su música tradicional, inspiraba a cantantes como Youssou N'Dour, y aunque muy conocida, no grabó un disco hasta los 65 años (Night Sky in Sine Saloum, 1998)
Hay varios dos documentales sobre ella: Yandé Codou, la griotte de Senghor.